# Шишковский, Владимир Михайлович
Влади́мир Миха́йлович Шишко́вский (27 мая 1892, Каменское, Екатеринославская губерния — 14 ноября 1938, Новосибирск) — советский военачальник, участник Гражданской войны, полковник, краснознамёнец (1920), чекист, военный разведчик.

## Биография
Родился 27 мая 1892 года в селе Каменское (ныне город в Днепропетровской области) в семье путевого сторожа. Работать начал с 12 лет учеником слесаря. С 1904 года работал на шахтах и заводах Донецкого угольного бассейна. В 14 лет вступил в анархо-коммунистическую партию, в 1907 году был арестован и заключён в Луганскую тюрьму после ареста на массовке рабочих Юрьевского завода. До 1917 года вёл нелегальный образ жизни.
С первых дней революции – организатор Советов и профсоюзов в Горловско-Щербинском районе Донбасса. С 1919 года – член РКП(б). Участник Гражданской войны в Донбассе. Во время оккупации Украины немцами проводил работу по организации повстанческого движения по заданию ВУЦИКа; организовал и руководил партизанскими отрядами в тылу у оккупантов. Командовал 9-м и 12-м партизанскими полками.
В РККА командовал полком, был командиром войск Курского направления, командиром 7-й бригады 3-й стрелковой дивизии при штурме Перекопа. За бои под Луганском и взятие города был награждён именным оружием. За бой под Купянском был награждён ВЦИКом золотыми часами. За операции под Перекопом – орденом Красного Знамени (РСФСР) Приказом РВСР Республики № 598 от 20.12.1920 г.. Согласно анкете награждённого, национальность – поляк.

Сын политического ссыльного, шахтер Донбасса, слесарь-электрик, старый член партии, партизан и боевой командир РККА — такова биография краснознамёнца Владимира Михайловича Шишковского.
— из газеты «Кадры-транспорту» (1935 год №31 (125) 11 декабря).
Был начальником оперштаба при полпредстве ВЧК Юго-Востока России.
В 1925–1927 годах был слушателем Военной Академии РККА, при которой окончил высшие юридические курсы и историко-философское отделение Коммунистической академии. Владел французским, польским, чешским и румынским языками.
Работал преподавателем Военно-воздушной академии. Имел звание полковника.
В 1935 году был назначен первым военным заместителем начальника НИВИТа (Новосибирского института военных инженеров железнодорожного транспорта).
С 15 января по 12 августа 1936 года был начальником НИВИТа (НИИЖТа — СГУПСа).
Репрессирован, приговорён “двойкой” 19 января 1938 к высшей мере наказания, однако был расстрелян в Новосибирске только 14 ноября, поскольку являлся важным осуждённым, в связи с чем руководство УНКВД запросило в Москве санкцию задержать его расстрел для использования в качестве внутрикамерного осведомителя, не подозревавшего, что смертный приговор ему уже вынесен.
Замначальника УНКВД НСО Мальцев 2 февраля 1938 года писал о Шишковском начальнику Особотдела ГУГБ НКВД Н. Г. Николаеву-Журид:

«Приведение в исполнение приговора задерживаю в связи с тем, что Шишковский будет необходим для очных ставок с проходящим по делу Военпрокурором СибВО Нелидовым, справка на арест которого выслана Вам…»

В. М. Шишковский был реабилитирован военной юстицией 28 июля 1956 года, но о причинах его смерти вдове была сообщена ложная информация о якобы кончине 15 марта 1945 года от кровоизлияния в мозг. Указом Президиума Верховного Совета СССР от 11 июля 1967 года его восстановили в правах на орден Красного Знамени [17; 23, л. 61].